# زیردریایی تیپ یوسی دوم
زیردریایی تیپ یوسی دوم (به انگلیسی: German Type UC II submarine) یک کلاس از زیردریایی است که طول آن ۴۹٫۳۵–۵۳٫۱۵ متر (۱۶۱ فوت ۱۱ اینچ–۱۷۴ فوت ۵ اینچ) می‌باشد.